# Mark Steven Johnson
Mark Steven Johnson (* 30. Oktober 1964 in Hastings, Minnesota) ist ein US-amerikanischer Drehbuchautor, Filmproduzent und Filmregisseur.

## Filmografie
Sein Debüt als Drehbuchautor gab er 1993 mit Ein verrücktes Paar. Zwei Jahre später verfasste er das Drehbuch zur Fortsetzung Der dritte Frühling – Freunde, Feinde, Fisch & Frauen. 1998 war er einer der Verantwortlichen für das Drehbuch zu Jack Frost.
Nach der Tragikomödie Simon Birch (1998), seinem Debüt als Regisseur, wagte sich Johnson 2003 an die Comicverfilmung Daredevil, die er wie bei Simon Birch als Regisseur und Autor betreute.
Danach trat Johnson 2005 lediglich als Executive Producer (Herstellungsleiter) bei Elektra in Erscheinung.
2007 inszenierte er die Comicverfilmung Ghost Rider mit Nicolas Cage in der Hauptrolle, hierfür verfasste er auch das Drehbuch.
Im Jahr 2013 kam Johnsons Film Killing Season in die US-amerikanischen Kinos.

## Filmografie (Auswahl)

### Regisseur
- 1998: Simon Birch
- 2003: Daredevil
- 2007: Ghost Rider
- 2010: When in Rome – Fünf Männer sind vier zuviel (When in Rome)
- 2013: Killing Season
- 2019: Finding Steve McQueen
- 2020: Liebe garantiert (Love, Guaranteed)
- 2022: Love in the Villa

### Drehbuchautor
- 1993: Ein verrücktes Paar (Grumpy Old Men)
- 1995: Der dritte Frühling – Freunde, Feinde, Fisch & Frauen (Grumpier Old Men)
- 1996: Big Bully – Mein liebster Feind (Big Bully)
- 1998: Simon Birch
- 1998: Jack Frost
- 2003: Daredevil
- 2007: Ghost Rider
- 2022: Love in the Villa

### Produzent
- 2010: When in Rome – Fünf Männer sind vier zuviel (When in Rome)
- 2013: Zwei vom alten Schlag (Grudge Match)
- 2022: Love in the Villa

## Weblink
- Mark Steven Johnson bei IMDb

| Personendaten    | Personendaten                                                    |
| ---------------- | ---------------------------------------------------------------- |
| NAME             | Johnson, Mark Steven                                             |
| KURZBESCHREIBUNG | US-amerikanischer Drehbuchautor, Filmproduzent und Filmregisseur |
| GEBURTSDATUM     | 30. Oktober 1964                                                 |
| GEBURTSORT       | Hastings, Minnesota, USA                                         |